# Мезенка (приток Оки)
Мезенка — река в России, протекает по территории Урицкого и Орловского районов Орловской области. Устье реки находится на 1379 км реки Оки.

## Гидрография
Длина реки — 30 км, площадь водосборного бассейна — 105 км².
От истока к устью на реке расположены населённые пункты: Болотово, Селихова, Евдокимова, Дьячье, Пахомова, Мезенский, Спицына, Зелёный Шум, Конодырева, Пашково.

## Данные водного реестра
По данным государственного водного реестра России относится к Окскому бассейновому округу, водохозяйственный участок реки — Ока от города Орёл до города Белёв, речной подбассейн реки — бассейны притоков Оки до впадения Мокши. Речной бассейн реки — Ока.
Код объекта в государственном водном реестре — 09010100212110000017967.